# X/Open
X/Open Company, Ltd. fue un consorcio fundado por varios fabricantes europeos de UNIX en 1984 para identificar y promover el estándar abierto en el campo de la tecnología de la información. Más específicamente, el objetivo original fue definir una especificación simple para sistemas operativos derivados de Unix, para incrementar la interoperabilidad de aplicaciones y reducir el costo del software de adaptación. Sus miembros originales fueron Bull, ICL, Siemens, Olivetti, y Nixdorf—un grupo que a veces fue denominado BISON. Philips y Ericsson ingresaron posteriormente, cuando el nombre X/Open fue adoptado.
El grupo publicó sus especificaciones bajo el nombre de XPG (del inglés "X/Open Portability Guide", Guía de Portabilidad X/Open ). La primera publicación se encargó de las interfaces básicas del sistema operativo, y fue publicado en el año de la formación del grupo. La segunda publicación se llevó a cabo en 1987, incluyó Internacionalización, Interfaces de Terminal, Comunicación entre Procesos, y los lenguajes de programación C, COBOL, FORTRAN, y PASCAL, así como interfaces de acceso a datos para SQL e ISAM. En muchos casos fueron tomados en cuenta en los estándares internacionales existentes.
XPG3 fue publicado en 1988, su foco primario fue la convergencia con las especificaciones de los sistemas operativos POSIX. Ésta fue probablemente la entrega más ampliamente usada e influenciable de la organización X/Open.
Pero en 1990 el grupo se expandió a 21 miembros: además de los cinco existentes, Philips y Nokia de Europa; AT&T, Digital, Unisys, Hewlett-Packard, IBM, NCR, Sun Microsystems, Prime Computer, Apollo Computers de América del Norte; Fujitsu, Hitachi, y NEC de Japón; más las organizaciones Open Software Foundation y Unix International. 
X/Open manejó la marca UNIX® desde 1993 a 1996, cuando se fusionó con Open Software Foundation para formar The Open Group.
XPG4 fue publicado en 1992.